# آبشار امپرور
آبشار امپرور (به انگلیسی: Emperor Falls) آبشاری است که در کانادا واقع شده و ارتفاع کلی ریزشگاه آن ۱۵۰ فوت (۴۶ متر) است.